# کاکتوس‌های بالشتی
کاکتوس‌های بالشتی (نام علمی: Maihuenia) نام یک سرده از خانواده کاکتوس است.